# Lisanne Grimberg
Lisanne Grimberg (Wassenaar, 25 september 1992) is een Nederlands voetbalster die speelt voor ADO Den Haag.

## Carrière
In seizoen 2008/09 kwam Grimberg op 15-jarige leeftijd bij de selectie van ADO Den Haag. Ze speelde daarvoor bij de amateurvereniging Blauw Zwart. In het eerste jaar voor de Haagse vereniging speelde ze 22 wedstrijden en scoorde daarin acht doelpunten. Ook in seizoen 2009/10 speelde ze bij de club uit Den Haag en wist toen zeven maal te scoren.
In 2012 deed Grimberg een stapje terug en ging voor Ter Leede spelen. In 2015 keerde ze terug naar ADO Den Haag, om voor de derde maal uit te komen voor de club uit Den Haag.

## Interland
Op 15 augustus 2010 debuteerde Grimberg voor het Nederlands elftal. In het oefenduel tegen Ierland kwam ze vlak voor tijd het veld in en wist direct te scoren.

## Erelijst
ADO Den Haag
- Landskampioen: 1

2011/12
- KNVB beker: 3

2011/12
2012/13
2015/16

## Statistieken
| Seizoen | Club         | Land      | Competitie | Wed. | Goals |
| ------- | ------------ | --------- | ---------- | ---- | ----- |
| 2008/09 | ADO Den Haag | Nederland | Eredivisie | 22   | 8     |
| 2009/10 | ADO Den Haag | Nederland | Eredivisie | 19   | 7     |
| 2010/11 | ADO Den Haag | Nederland | Eredivisie | 21   | 14    |
| 2011/12 | ADO Den Haag | Nederland | Eredivisie | 18   | 9     |
| Totaal  | Totaal       | Totaal    | Totaal     | 80   | 38    |